# Цыс, Василий Трофимович
Васи́лий Трофи́мович Цыс (1904—1977) — участник Великой Отечественной войны, помощник командира взвода 218-го гвардейского стрелкового полка 77-й гвардейской стрелковой дивизии 61-й армии Центрального фронта, гвардии старший сержант. Герой Советского Союза.

## Биография
Родился 15 января 1904 года в селе Хоружевка (ныне Недригайловского района Сумской области) в семье крестьянина. Украинец.
Окончил Гадячский педагогический техникум. Работал учителем в селе Новокатериновка Старобешевского района Донецкой области Украинской ССР. Одновременно занимался пчеловодством, обучая колхозных детей этому занятию.
В Красной Армии с августа 1941 года. Участник Великой Отечественной войны с августа 1943 года. Воевал на Степном, Центральном и 1-м Белорусском фронтах. Был дважды тяжело ранен, но снова возвращался в строй. Член ВКП(б)/КПСС с 1943 года.
Помощник командира взвода гвардии старший сержант В. Т. Цыс в ночь на 27 сентября 1943 года с группой бойцов переправился через Днепр в районе села Неданчичи Репкинского района Черниговской области (ныне Украина), захватил и удерживал рубеж, обеспечивая форсирование реки подразделениями полка.
В 1945 году был демобилизован и вернулся к учительской деятельности. До 1960 года работал завучем средней школы в селе Новокатериновка Старобешевского района Донецкой области. И всё так же продолжал рассказывать своим ученикам о жизни пчелиной семьи и о том, какую огромную пользу приносят пчёлы человеку.
Затем жил в городе Комсомольское Донецкой области.
Умер 12 июня 1977 года. Похоронен на кладбище города Комсомольское.

## Награды
- Указом Президиума Верховного Совета СССР «О присвоении звания Героя Советского Союза генералам, офицерскому, сержантскому и рядовому составу Красной Армии» от 15 января 1944 года за «образцовое выполнение боевых заданий командования по форсированию реки Днепр и проявленные при этом мужество и героизм» гвардии старшему сержанту Цысу Василию Трофимовичу присвоено звание Героя Советского Союза с вручением ордена Ленина и медали «Золотая Звезда» (№ 2935)[3].
- Также награждён орденом «Знак Почёта» и медалями.

## Память
- В городе Комсомольское в школе № 5 открыт музей, посвящённый Герою.
- Его именем названа улица в селе Хоружевка.
- В посёлке городского типа Недригайлов Сумской области (Украина) на Аллее Героев установлена памятная доска.